# Biology of the Cell
Biology of the Cell es una revista científica revisada por pares del campo de la Biología celular, la fisiología celular y la biología molecular. Los temas tratados incluyen la morfogénesis, la neurociencia y la inmunología, así como la biofísica. La revista tiene una periodicidad mensual (desde 2005) y está editada por Wiley-Blackwell en nombre de la Société Française des Microscopíes y la Société de Biologie Cellulaire de Francia.

## Historia
La revista apareció por primera vez en 1962 y fue denominada originalmente Journal de Microscopie (1962-1974). En 1975, fue rebautizada como Journal de Microscopie et de Biologie Cellulaire (ISSN 0395-9260; 1975-1976). Más tarde fue rebautizada Biologie Cellulaire (ISSN 0399-0311; 1977-1980), convirtiéndose en la actual Biology of the Cell en 1981. El idioma de sus colaboraciones era originalmente el inglés o el francés, con resúmenes en ambos idiomas.
Su contenido está disponible en línea en formato PDF desde 1988, mientras que en formato HTML está disponible desde 2005 (desde 2006 con aumento de formato a texto completo). La revista obtuvo un factor de impacto de 3.506 en 2014. Su factor de impacto ara 2022 es de 4,458.

## Acceso
Se muestran los resúmenes. Algunos artículos y revisiones son de acceso libre, bajo los términos CC BY NC 4.0.
Biology of the Cell está indexada por BIOBASE, BIOSIS, CAB International, Cambridge Scientific Abstracts, Chemical Abstracts Service, Current Contents/Ciencias de la Vida, Embase/Excerpta Medica, MEDLINE/Index Medicus, y ProQuest. Sus artículos son generalmente de investigación y/o revisión. Entre otros temas, se ha centrado en las células madre (2005), la localización del ARN (2005), las acuaporinas (2005), las sinapsis (2007), el ciclo celular y el cáncer (2008), los microtúbulos (2008), la microbiología y la biología celular (2010), los cilios (2011), el retículo endoplásmico (2012), la epigenética (2012), la optogenética (2014), las microvesículas y los exosomas (2015) o los sistemas de la biología celular (2015).
El editor jefe de esta revista es René-Marc Mège, investigador del Instituto Jacques Monod. Fue precedido por Thierry Galli (INSERM), que fue editor desde 2009 a 2017.